# Charles Urbanus-toernooi 2007
Het honkbalevenement Charles Urbanus-toernooi vond in 2007 plaats van 7 april tot en met 9 april in het Nederlandse Bussum.

## Resultaten
| 7 april, 2007           |        |                         |
| Konica Minolta Pioniers | 3 – 10 | Corendon Kinheim        |
| Konica Minolta Pioniers | 4 – 4  | Mr. Cocker HCAW         |
| 8 april, 2007           |        |                         |
| Mr. Cocker HCAW         | 0 – 3  | Corendon Kinheim        |
| Mr. Cocker HCAW         | 1 - 5  | Konica Minolta Pioniers |
| 9 april, 2007           |        |                         |
| Corendon Kinheim        | 1 – 5  | Konica Minolta Pioniers |
| Corendon Kinheim        | 7 – 2  | Mr. Cocker HCAW         |

### Ranglijst
| Land                    | Ptn | Wed | W | V | G | RV | RT | RS  |
| ----------------------- | --- | --- | - | - | - | -- | -- | --- |
| Corendon Kinheim        | 6   | 4   | 3 | 1 | 0 | 21 | 10 | +11 |
| Konica Minolta Pioniers | 4   | 4   | 1 | 2 | 1 | 16 | 12 | +4  |
| Mr. Cocker HCAW         | 1   | 4   | 0 | 0 | 1 | 7  | 20 | -13 |

## Individuele prijzen
Beste werper: David Bergman van Corendon Kinheim
Beste slagman: Danny Rombley van Corendon Kinheim
MVP: Norbert Lokhorst van Konica Minolta Pioniers